# 尼尔斯·拉姆
尼尔斯·拉姆（瑞典語：Nils Ramm，1903年1月1日—1986年11月8日），瑞典男子拳击运动员。他曾代表瑞典参加1928年夏季奥林匹克运动会拳击比赛，获得男子重量级银牌。他也曾获得两枚欧洲锦标赛奖牌。